# Meli Meise
Meli Meise (ook bekend als Meli Strombeek) is een Belgisch voormalig recreatiepark en dierentuin in Grimbergen, Vlaams-Brabant. Het park omvatte een sprookjestuin, minigolf, een kleine collectie dieren en een café-restaurant. Het was geopend van 1946 tot 1957 en was de voorloper van Meli Heizel.

## Geschiedenis
In 1945 kochten Meli-oprichter Alberic Florizoone en zijn vrouw Marthe Van Doren een stuk grond in Strombeek-Bever, nabij de grens met Meise en Wemmel. Een jaar later openden ze het eerste gebouw van hun nieuwe park, dat verder werd uitgebouwd met een sprookjestuin, minigolf, dansende fonteinen en een conferentiezaal. Het park huisvestte ook dieren, zoals pelikanen, flamingo's en papegaaien.
Hoewel het park officieel in Strombeek lag, verwees Florizoone vaak naar "Meli Meise", vermoedelijk vanwege de toenmalige naam van de Meiselaan (nu de Boechoutlaan) en de beter klinkende alliteratie.
Florizoone schreef in zijn boek "Meli, mijn leven" slechts een klein stuk over het park:

"We hebben in Meli Meise prachtig gewerkt. We realiseerden daar een sprookjestuin, een minigolf, een zaal met dansende fonteinen en een conferentiezaal. Uiteraard hadden we er ook een verkooppunt en een café-restaurant."
— Alberic J. Florizoone, Meli, mijn leven

### Onteigening
Midden jaren 1950 besloot de overheid het park van de familie Florizoone te onteigenen voor de aanleg van de A12-snelweg tussen Brussel en Antwerpen, die dwars door hun terrein liep. Als compensatie kreeg de familie een groot terrein bij het pas gebouwde Atomium. Alles wat uit het oude park kon hergebruikt worden, werd meegenomen naar de nieuwe locatie. Dit nieuwe park op de Heizel, dat van 1958 tot 1987 een populaire attractie werd, omvatte onder meer een vogelpark, een bijententoonstelling en een minigolfterrein.

### Na Meli
Sinds het vertrek van Meli eind jaren 50 heeft het hoofdgebouw verschillende functies gehad. In de jaren 70 werd het eerst gebruikt voor een meubelzaak en later omgevormd tot een restaurant met feestzalen, waar bezoekers ook minigolf konden spelen op het voormalige golfterrein van de Meli.
Jaren later werd het gebouw eigendom van de hotelschool van Wemmel, die het uitbreidde tot het restaurant "Drypikkel", waar studenten maaltijden bereidden en serveerden. Na het vertrek van de hotelschool kwam in het pand ook nog een waterpijpbar, die al snel werd gesloten vanwege problemen met vergunningen en overlast. Het gebouw staat momenteel opnieuw leeg.
Aan de ingang van het gebouw zijn vandaag de dag nog steeds mozaïektegeltjes te vinden die verwijzen naar Meli.